# Retniowiec
Retniowiec est une localité polonaise de la gmina de Lipce Reymontowskie, située dans le powiat de Skierniewice en voïvodie de Łódź.